# Campionato Under-15 (calcio a 5)
Il campionato Under-15 è una competizione calcettistica giovanile. È organizzata dalla Divisione Calcio a 5 e riservata ai ragazzi che non abbiano ancora compiuto il 16º anno di età nell'anno di inizio della stagione sportiva. Il torneo si articola in diversi regionali ognuno dei quali esprime la formazioni che prenderà parte alla fase nazionale ad eliminazione diretta. La prima edizione, giocata nella stagione 2009-10, è stata vinta dal Città di Sant'Agata. A seguito della riforma dei campionati giovanili a partire dalla stagione 2018-19 viene cambiata la denominazione da Giovanissimi Nazionali ad Under-15.

## Albo d'oro
| Stagione  | Vincitore           | Finalista                |
| --------- | ------------------- | ------------------------ |
| 2009-2010 | Città di Sant'Agata | Fenice                   |
| 2010-2011 | Futura Brolo        | Number Nine Roma         |
| 2011-2012 | Lions Chioggia      | Santa Maria delle Grazie |
| 2012-2013 | La Meridiana        | Askl                     |
| 2013-2014 | Acireale            | Fenice                   |
| 2014-2015 | La Meridiana        | Sacra Famiglia Trento    |
| 2015-2016 | Kaos                | Aosta                    |
| 2016-2017 | Lazio               | Napoli                   |
| 2017-2018 | Aosta               | La Meridiana             |
| 2018-2019 | Bologna             | Atletico Gubbio          |
| 2021-2022 | Bologna             | Roma                     |
| 2022-2023 | Segato              | Bologna                  |
| 2023-2024 | Bissuola            | Itria                    |